# Écluses du canal de Panama
Les écluses du canal de Panama qui élèvent les navires de 25,9 mètres depuis le niveau de la mer jusqu'au canal de Panama étaient un des plus gros travaux d'ingénierie entrepris à leur époque, éclipsées uniquement par d'autres parties du canal. Aucune autre construction en béton de cette taille n'a été entreprise jusqu'au barrage Hoover dans les années 1930 et du barrage des Trois Gorges en Chine achevé en 2013. La longueur totale des écluses en incluant les murs d'approche est de plus de 3 kilomètres.
Les écluses qui comprennent six étapes limitent la taille des navires pouvant y passer, appelés Panamax. Chaque étape comprend deux chambres d'écluse en parallèle afin de gérer plus de trafic. 

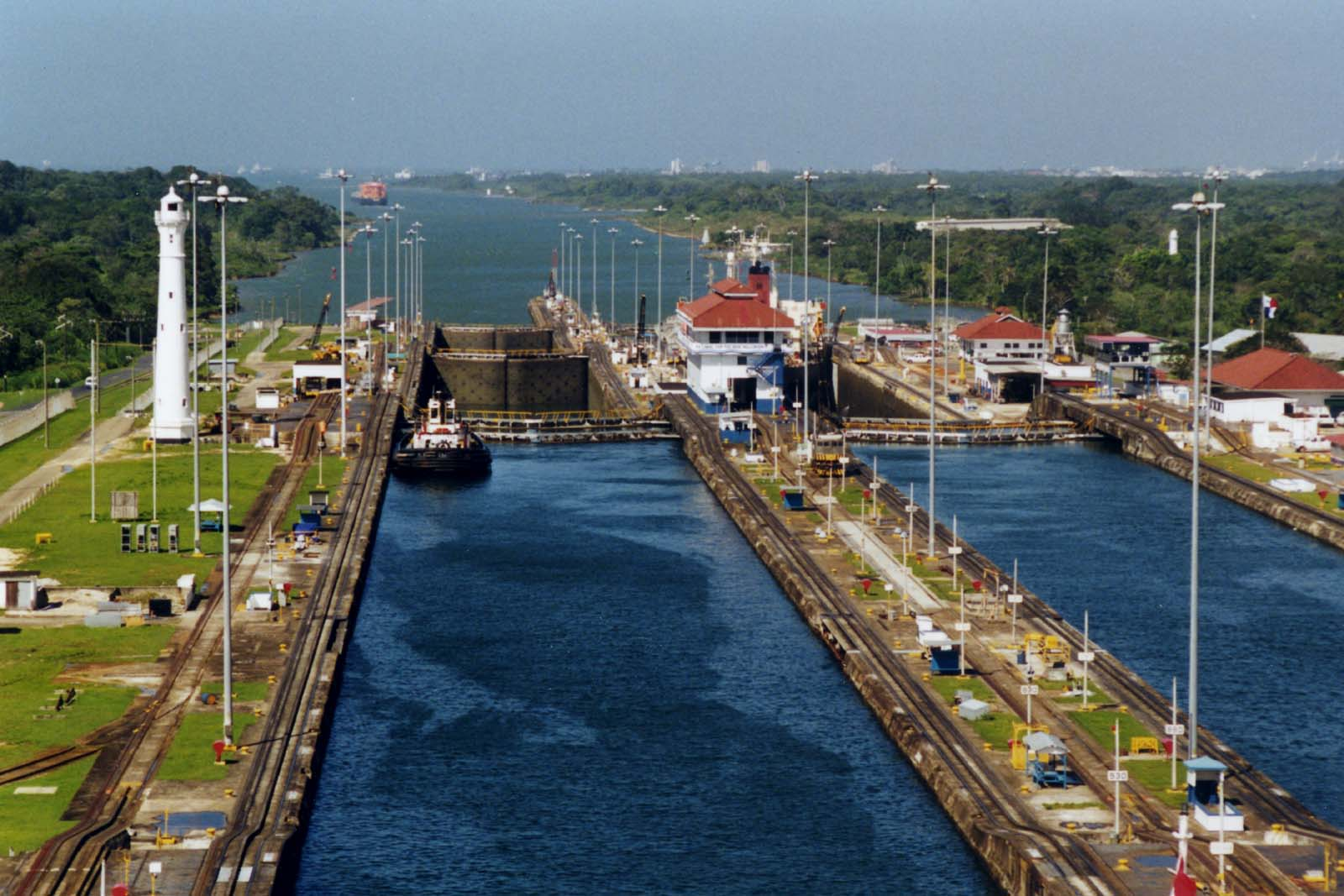
Les écluses de Gatún vue depuis le sud.

## Conception
On trouve trois ensembles d'écluses dans le canal. Un ensemble en deux étapes à Miraflores et d'une étape à Pedro Miguel amènent les navires au niveau du lac Gatún ; un ensemble à trois étapes à Gatún ramène les navires au niveau de l'Atlantique. Toutes les étapes sont doublées (chambres en parallèle), ce qui permet en principe aux navires de passer dans les deux sens à la fois. Cependant, les navires les plus gros ne peuvent pas se croiser dans la coupe Gaillard et les écluses de cet endroit ne sont utilisées que dans un sens à la fois.
Les chambres font 33,53 mètres de large (110 pieds) et 320,0 mètres de long (1050 pieds), avec une longueur utilisable de 304,8 mètres (1000 pieds). Le dénivelé total atteint 25,9 mètres : à Miraflores, le dénivelé est de 16,5 mètres, complété de 9,5 mètres à Pedro Miguel. Le dénivelé de Miraflores varie selon la marée du Pacifique, de 13,1 mètres à marée haute à 19,7 mètres à marée basse. Du côté Atlantique, les marées sont très faibles.
Les chambres des écluses sont en béton. Les murs de côté sont larges de 13,7 à 15,2 mètres à leur base, réduites à 2,4 mètres au sommet. Le mur séparant les deux chambres fait 18,3 mètres de large et abrite trois galeries : la plus basse est un tunnel de drainage, la suivante sert aux câbles électriques, et celle du haut permet aux opérateurs d'accéder aux machines des écluses.

## Remplissage, vidange
Chaque chambre nécessite 101 000 mètres cubes d'eau pour la remplir. Dans les murs de côté et central se trouvent les canaux d'alimentation et de drainage, d'un diamètre de 6,7 à 5,5 mètres (assez larges pour contenir un train). Des canaux secondaires partent de ces derniers et arrivent sous les chambres des écluses. Chaque chambre contient quatorze canaux secondaires, chacun avec cinq ouvertures. Sept canaux viennent du mur extérieur, sept du mur intérieur.
L'eau est déplacée par gravité et est contrôlée par d'immenses vannes ; chaque canal est contrôlé indépendamment. Une chambre d'écluse peut être remplie en huit minutes. De nombreuses turbulences affectent les navires pendant ce temps.

## Portes

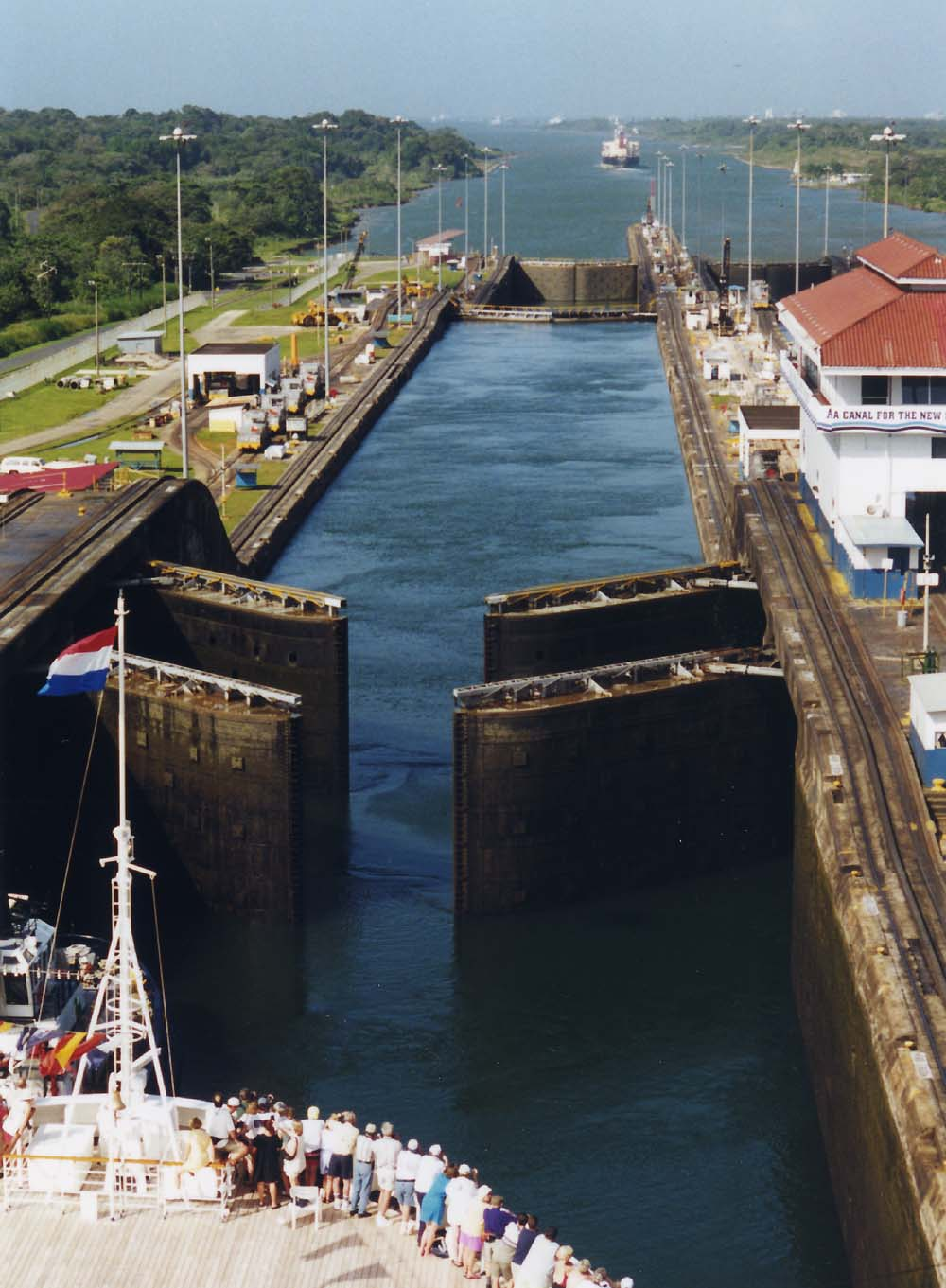
Les portes des écluses de Gatún s'ouvrent pour laisser passer un navire de croisière se dirigeant vers les Caraïbes. Les portes sont doublées au niveau le plus haut pour plus de sécurité.

Les portes qui séparent les chambres retiennent une masse d'eau considérable, et doivent donc pouvoir résister aux accidents et aux imprévus puisque la rupture d'une seule porte pourrait entraîner une inondation catastrophique en aval.
Ces portes ont une taille énorme, de 14,3 à 25 mètres de haut selon leur position et de 2,1 mètres d'épaisseur. Les plus hautes portes se trouvent aux écluses de Miraflores en raison de la marée. Chaque porte possède deux vantaux de 19,8 mètres de large qui se ferment en forme de « V » afin que la force de l'eau les maintienne fermées (portes busquées). Les plus lourdes portes pèsent 662 tonnes, les charnières seules font 16,7 tonnes.
Les mécanismes d'origine des portes consistaient en d'énormes roues entraînées par des moteurs électriques, attachés à un axe lui-même relié au milieu de la porte. Ces mécanismes ont été remplacés par des vérins hydrauliques en janvier 1988, après 84 ans de service. Les portes sont suffisamment équilibrées pour pouvoir être tournées par deux moteurs de 19 kW. Si un moteur tombe en panne, le deuxième peut encore ouvrir la porte à plus petite vitesse.
Chaque chambre contient aussi une paire de portes auxiliaires qui peuvent être utilisées pour diviser la chambre en deux, par exemple pour le transit de bateaux plus petits comme les remorqueurs du canal sans utiliser trop d'eau. Elles étaient incluses car la majorité des navires à l'origine faisaient moins de 183 mètres de long et n'avaient pas besoin de toute la longueur. Ces portes sont peu utilisées de nos jours, les petits bateaux étant transférés en groupe.

## Mules

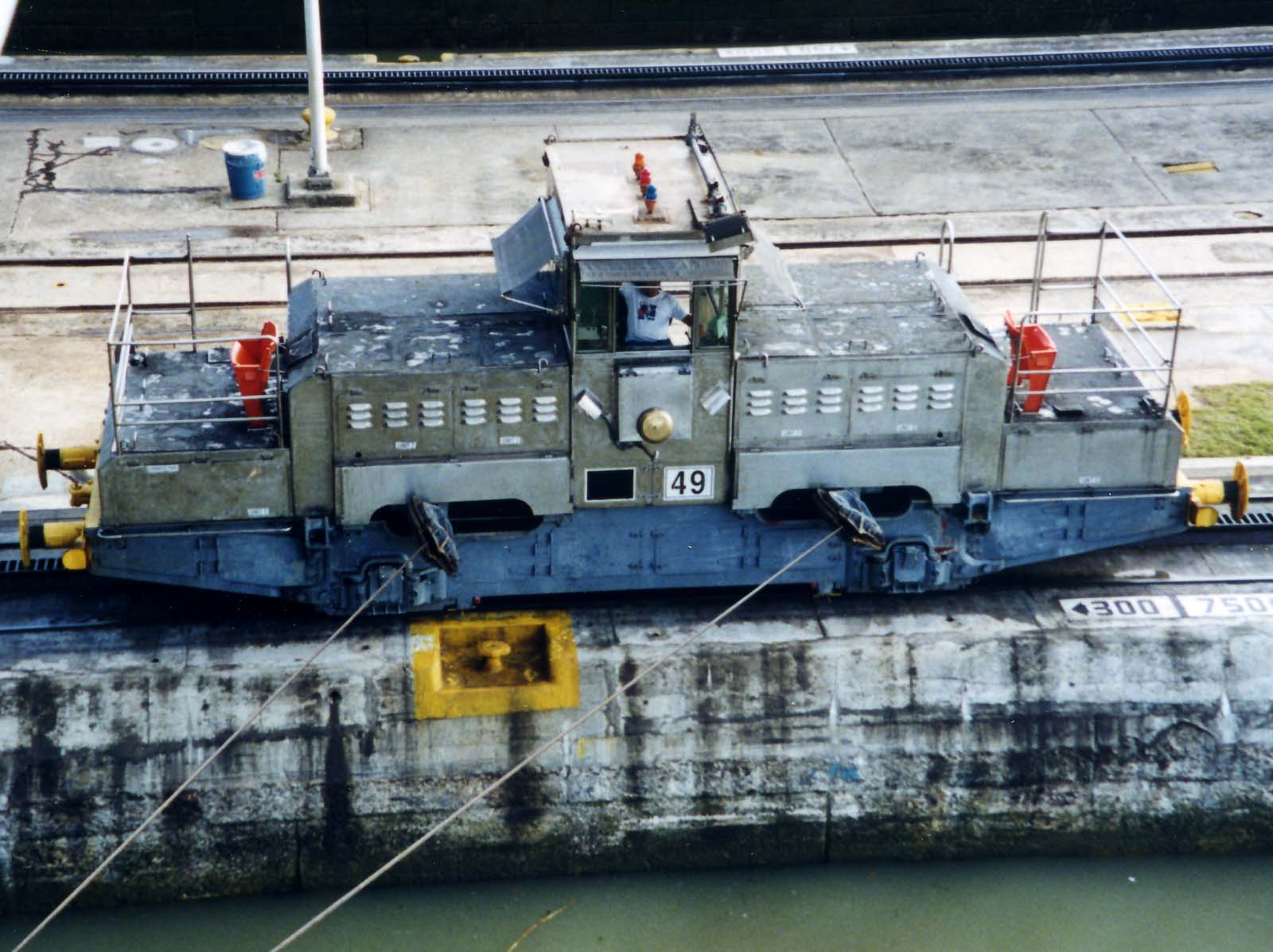
Une mule du canal de Panama.

Depuis le début, une importante mesure de sécurité consistait à guider précisément les navires dans les chambres, ce qui est accompli par des locomotives électriques appelées mulas en espagnol (c'est-à-dire mules, comme ces animaux utilisés traditionnellement pour tirer les barges), sur des rails sur les murs des écluses, auto-propulsées. Un navire approchant des écluses se dirige d'abord vers le mur de guidage (extension du mur central) et est pris en remorque par les mules de ce mur. En approchant de l'écluse, d'autres amarres sont prises par les mules en face. Il faut suffisamment de mules pour pouvoir déplacer le navire latéralement ; sur les plus gros, il faut deux mules à l'avant et à l'arrière, soit huit mules au total. Les mules ne servent pas à faire avancer les navires, mais uniquement à les guider latéralement.
Les mules elles-mêmes se déplacent sur une voie à crémaillère de 5 pieds de large (1,524 m). L'alimentation électrique est assurée par un troisième rail latéral enterré. Chaque mule est équipée d'un treuil puissant opéré par le conducteur, utilisé pour raccourcir ou rallonger l'amarre et garder le navire centré. La marge de manœuvre est de l'ordre de 60 cm de chaque côté, ce qui demande un grand savoir-faire de la part des conducteurs.
Les plus petits bateaux sont reliés par des filins à des lamaneurs qui les guident à la main.

## Sécurité
Une rupture d'une porte, causée par exemple par un navire heurtant une porte, pourrait entraîner une inondation en aval car le lac se viderait par le système d'écluses. Les portes sont donc doublées de chaque côté des chambres en amont ; il y aurait donc quatre portes à briser avant que l'inondation ne se produise. Les portes de sécurité sont à 20 mètres des portes normales.
À l'origine, les portes avaient aussi des barrières de chaîne qui s'étendaient à travers les chambres afin d'empêcher un navire de dériver et de heurter une porte ; ces chaînes étaient descendues sur le sol de l'écluse pour laisser passer les navires. Ces chaînes étaient conçues pour arrêter un navire de 10 000 tonnes. Cependant, grâce au contrôle précis effectué par les mules, les chaînes avaient peu de chances d'être utilisées. Puisque de nombreux navires dépassaient les 60 000 tonnes, et étant donné le coût de leur entretien, elles ont été réduites en 1976 et enlevées en 1980.
De plus, un barrage d'urgence était inclus dans les écluses d'origine, consistant en un pont coulissant sous lequel un mur pouvait être descendu jusqu'au sol. Dans les années 1930, ces barrages ont été remplacés par des nouveaux, qui s'élèvent depuis le sol hydrauliquement ou avec de l'air comprimé. Ils ont eux-mêmes été retirés vers la fin des années 1980 ; de nos jours, il n'existe aucun système d'urgence.

## Contrôle
Puisque tous les équipements sont opérés électriquement, l'éclusage entier peut être contrôlé depuis un poste de commande central, situé sur le mur central des écluses supérieures. Les contrôles ont été conçus pour minimiser les risques d'erreurs humaines et incluent un modèle complet des écluses avec des composants mobiles représentant l'état des portes et valves en réalité. Des blocages mécaniques sont inclus dans les contrôles afin de s'assurer qu'aucun composant ne peut bouger tant qu'un autre est dans un état incorrect (par exemple, remplir et vider une chambre en même temps).

## Construction

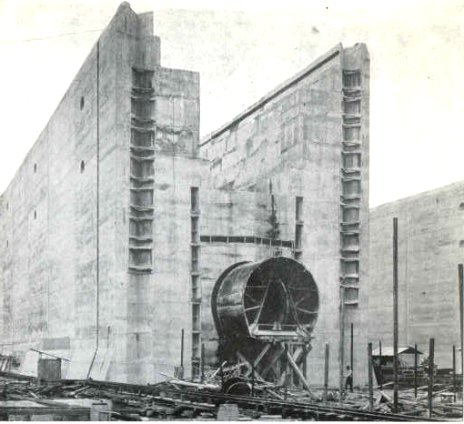
Le mur central des écluses de Gatún pendant sa construction en 1910. L'homme debout en bas à droite illustre sa taille.

Le projet de construction des écluses commença le 24 août 1909 à Gatún. Les écluses de Gatún sont construites dans une gigantesque tranchée faite dans une montagne bordant le lac, nécessitant l'excavation de 3,8 millions  de mètres cubes de matériaux, principalement des roches. Les écluses elles-mêmes sont faites de 1,56 million de mètres cubes de béton.
La quantité de matériaux requis pour construire les écluses nécessita diverses mesures afin de manipuler les pierres et le ciment. Les pierres étaient amenées de Portobelo pour les écluses de Gatún, d'Ancon Hill pour les écluses du Pacifique.
Des blondins furent établis afin de transporter le ciment à Gatún. Des tours de 26 mètres de haut furent construites sur les rives du canal, supportant des câbles d'acier de 6 centimètres de diamètre ; des bennes y étaient suspendues et transportaient jusqu'à 6 tonnes de ciment à la fois vers les écluses. Des trains électriques transportaient les roches, le sable et le ciment des docks jusqu'aux bétonnières, d'où un autre train électrique transportait le béton. De plus petites constructions à Pedro Miguel et Miraflores utilisaient des grues et des locomotives à vapeur.

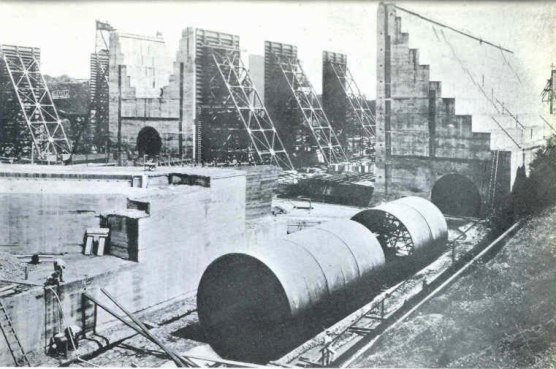
Les principaux moules à l'avant-plan pendant la construction : à l'arrière, les moules des murs.

Les coffrages utilisés pour le coulage du béton étaient des tours pour les murs, soutenant des parois verticales de 19 centimètres d'épaisseur, montées sur des rails afin de construire les écluses en sections. Chaque tour faisait 23,8 mètres de haut et 11 mètres de large. Les coffrages des canaux étaient en acier et pouvaient être repliés afin de les enlever une fois que le béton avait fait sa prise. En tout, 33 coffrages ont été utilisés pour les canaux centraux et cent pour les canaux latéraux.
Les écluses du côté Pacifique furent terminées en premier ; Pedro Miguel en 1911 et Miraflores en 1913. Le remorqueur de haute mer Gatun eut l'honneur de franchir pour la première fois les écluses de Gatún le 26 septembre 1913, alors que les vannes étaient contrôlées manuellement, le système électrique n'étant pas encore en place.

## Sources
- (en) Cet article est partiellement ou en totalité issu de l’article de Wikipédia en anglais intitulé « Panama Canal Locks » (voir la liste des auteurs).
- (en) FAQ de l'Autorité du canal
- (en) History Of The Panama Canal, par Ira E. Bennett
- (en) A History of the Panama Canal, d'après l'ACP.
- (en) Cement And Concrete, d'après CZ Brats
- (en) The Panama Canal, par George W. Goethals
- (en) Original Emergency Dam being tested at the Gatun Locks